# Pouligny-saint-pierre (kaas)
De Pouligny-saint-pierre is een Franse kaas uit het arrondissement van Le Blanc, rond het plaatsje Pouligny-Saint-Pierre, in het oostelijk deel van Berry.
De Pouligny-saint-pierre kreeg in 1972 het AOC-keurmerk sinds 1972. Het gebied waar de kaas vandaan kan komen, is beperkt tot 22 gemeentes in het arrondissement Le Blanc. Het is het kleinste gebied van de Franse AOC-kazen, maar wat betreft de geitenkazen is het ook de oudste AOC-keur. Sinds 2009 is Pouligny-saint-pierre een beschermde oorsprongsbenaming in de Europese Unie.
De armoede van de grond in het gebied maakt het logisch dat de bewoners al lange tijd geiten hielden. Andere vormen van boerenbedrijf hebben er niet of nauwelijks overlevingskansen. Het klimaat van het gebied is bijzonder, een microklimaat warmer en droger dan de omringende gebieden.
De geitenmelk wordt onder toevoeging van een klein beetje stremsel langzaam (in 18 uur) gestremd. Het stremsel van de kaas is afkomstig uit de lebmaag van een geitenlam (net als voor de koemelkstremming kalfsleb gebruikt wordt). De langzame stremming levert een wrongel op die bij het in de vorm doen zo min mogelijk beschadigd wordt. Het afgieten gebeurt op natuurlijke wijze, gedurende ongeveer 24 uur.

Na het uit de vormen halen wordt de kaas aan alle kanten gezouten en 3 dagen te drogen gezet, om vervolgens nog minimaal 7 dagen verder te rijpen.
Het resultaat is een kaasje met een fijne korst en een natuurlijke witte, soms licht blauwige schimmellaag er op. De kaasmassa is ivoorkleurig. De smaak verraadt de herkomst van het kaasje.